# Каменец (Холм-Жирковский район)
Каменец — деревня в Смоленской области России, в Холм-Жирковском районе. Расположена в северной части области в 15 км к востоку от Холм-Жирковского, у автодороги Холм-Жирковский — Нахимовское, на левом берегу Днепра.
Население —34 жителя (2007 год). Входит в состав Нахимовского сельского поселения.

## История
Деревня Каменец получила название от большого камня, лежащего в реке. В 1681 г. деревня была подарена царями Иваном и Петром Алексеевичами воеводе И. И. Бровцыну, впоследствии принадлежало полковнику Кутузову В. Л., П. Д. Лесли и П. П. Хмара-Барщевскому, старшему пасынку И. Ф. Анненского. В своё время село относилось к Вяземскому, Бельскому и Сычёвскому уездам Смоленской губернии. Сначала в ней был построен деревянный храм, а в 1721 г. — каменная Казанская церковь. В 1861 г. Каменец стал центром волости. В настоящее время в деревне сохранилась колокольня, построенная в 1767 г. В 1908 году в селе было создано кредитное товарищество и общество сельского хозяйства при активном участии невестки И. Ф. Анненского О. П. Хмара-Барщевской.